# Roger Griswold
Roger Griswold (* 21. Mai 1762 in Lyme, Colony of Connecticut; † 25. Oktober 1812 in Norwich, Connecticut) war ein US-amerikanischer Politiker und der fünfte Gouverneur des US-Bundesstaates Connecticut. Er war Mitglied der Föderalistischen Partei.

## Frühe Jahre und politischer Aufstieg

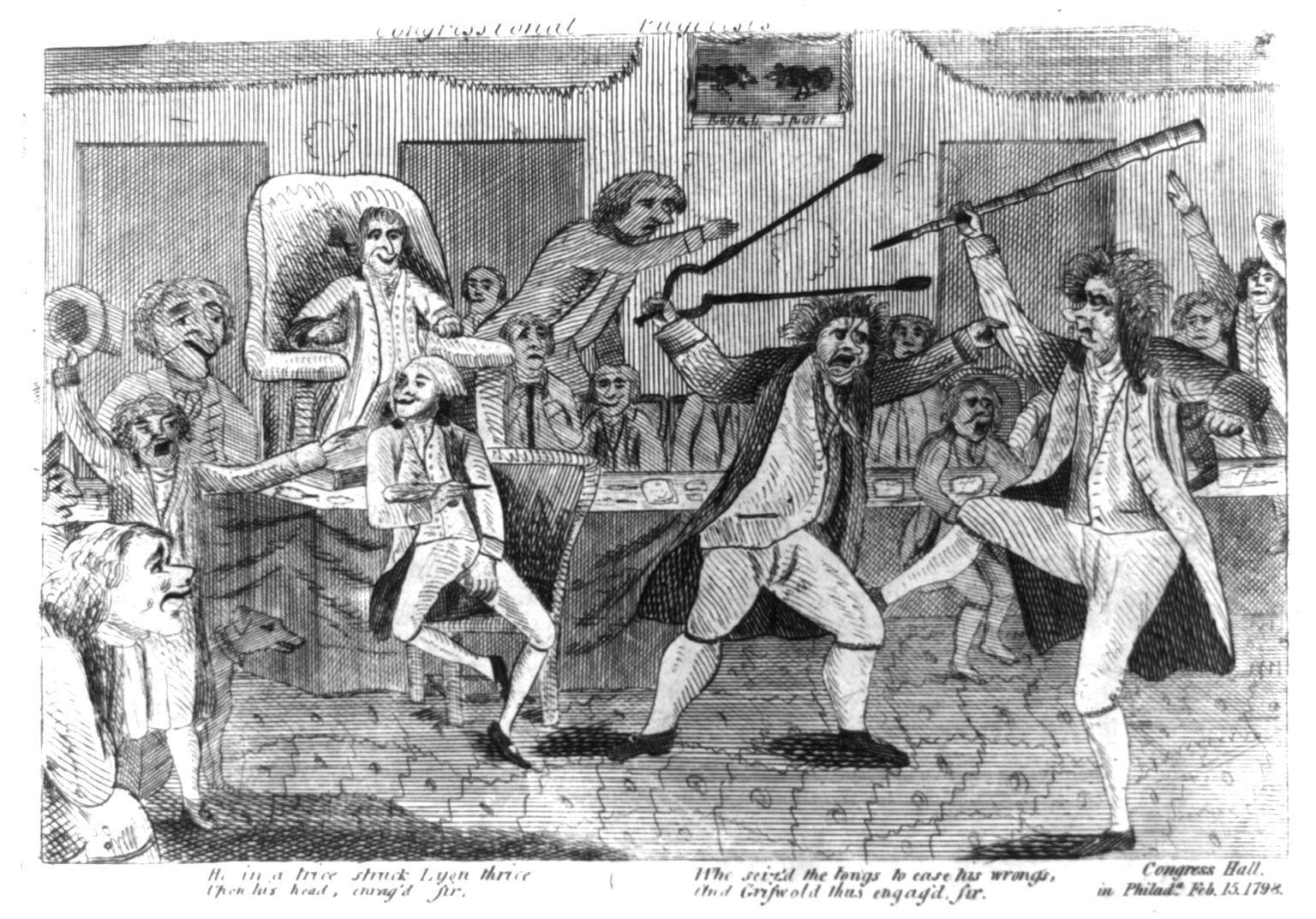
Roger Griswold (rechts) als Objekt einer zeitgenössischen Karikatur.

Roger Griswold war der Sohn von Matthew Griswold, der zwischen 1784 und 1786 als Gouverneur von Connecticut amtierte, und Ursula Wolcott, der Tochter des ehemaligen Gouverneurs Roger Wolcott. Ab seinem 14. Lebensjahr besuchte er die Yale University, wo er 1780 graduierte. Anschließend studierte Griswold Jura und bekam 1783 seine Zulassung als Anwalt. Er legte damit einen Grundstein für eine herausragende juristische Laufbahn. Im Verlauf seines Lebens wurden ihm zwei Doctor of Laws zuerkannt, einer 1811 von der Harvard University und ein anderer 1812 von der Yale University.
Griswold verfolgte später eine politische Laufbahn und stellte sich 1795 zu Wahl für einen Posten im Kongress auf. Er gewann die Wahl sowie die fünf nachfolgenden Wiederwahlen. Er trat 1805 von seinem Mandat zurück, bevor er in den 19. US-Kongress berufen werden konnte. Während des 16. US-Kongresses war er Vorsitzender des Committee on Revisal and Unfinished Business sowie des Committee on Ways and Means. Ferner wurde ihm 1801 durch den US-Präsidenten John Adams der Posten des US-Kriegsministers angeboten; jedoch lehnte Griswold diesen ab. Danach war er zwischen 1807 und 1809 als Richter am Connecticut Superior Court tätig. Ferner war er 1808 als Präsidentschaftswahlmann für Charles Cotesworth Pinckney und Rufus King aufgestellt. Danach war er zwischen 1809 und 1811 Vizegouverneur von Connecticut.

## Gouverneur von Connecticut
Am 8. April 1811 wurde Griswold zum Gouverneur von Connecticut gewählt und am 9. Mai 1811 vereidigt. Er wurde am 13. April 1812 für eine zweite Amtszeit wiedergewählt. Während seiner Amtszeiten war er mit den Belangen des Kriegs von 1812 beschäftigt. Präsident James Madison forderte von ihm vier Kompanien von Connecticuts Truppen, die mit der amerikanischen US Army dienen sollten. Gouverneur Griswold lehnte dieses Ersuchen mit dem Zitat ab, dass diese für das Abhalten einer Invasion nicht benötigt würden.
Gouverneur Griswold verstarb am 25. Oktober 1812 und wurde auf dem Griswold Cemetery bei Black Hall in Old Lyme beigesetzt.

## Familie
Er war mit Fanny Rogers verheiratet, sie hatten zehn gemeinsame Kinder.